# Erreway presenta su caja recopilatoria
Erreway presenta su caja recopilatoria è la seconda compilation del gruppo musicale argentino Erreway, pubblicato nel 2007 in Spagna.

## Tracce
Señales
1. Sweet Baby
2. Bonita de más
3. Pretty Boy
4. Aún ahora
5. Resistiré
6. Inmortal
7. Amor de engaño
8. Mi Vida
9. Vale la pena
10. Será porque te quiero
11. Perder un amigo
12. Rebelde Way

Tiempo
1. Tiempo
2. Será de dios
3. Para cosas buenas
4. Dije adiós
5. Me da igual
6. Que estés
7. No estés seguro
8. No se puede más
9. Te soñé
10. Invento
11. Vas a salvarte
12. Vamos al ruedo

Live
1. Rebelde Way
2. Bonita de más
3. Te soñé
4. Perder un amigo
5. Te dejé (Piru Sáez)
6. Vale la pena
7. Sweet Baby
8. Aún ahora
9. Pretty Boy
10. Inmortal
11. Mi vida
12. Tiempo
13. No soy así (Victoria Maurette)
14. Será porque te quiero
15. Sweet Baby (ripresa)
16. Rebelde Way (ripresa)
17. Resistiré

### DVD
Video
1. Para cosas buenas
2. Será de Dios
3. Vas a salvarte
4. Tiempo
5. Que estés
6. Te soñé
7. Resistiré
8. Será porque te quiero
9. Inmortal
10. Sweet Baby
11. Perder un amigo

Live
1. Rebelde Way
2. Bonita de más
3. Te soñé
4. Perder un amigo
5. Te dejé
6. Vale la pena
7. Sweet Baby
8. Aún ahora
9. Pretty Boy
10. Inmortal
11. Mi vida
12. Tiempo
13. No soy así
14. We Will Rock You (cover dei Queen)
15. Será porque te quiero
16. Sweet Baby (ripresa)
17. Rebelde Way (ripresa)
18. Resistiré

## Formazione
- Felipe Colombo – voce
- Benjamín Rojas – voce
- Camila Bordonaba – voce
- Luisana Lopilato – voce